# أربيا
إن نهر أربيا هو سيل في توسكانا في وسط إيطاليا، وهو أحد روافد نهر أومبرون. يقع منبعه في كومونا من كاستيلينا في شيانتي، فوق سطح البحر بارتفاع يبلغ 620 متر. إنه يتدفق إلى أومبرون بالقرب من بونكونفينتو.
ذُكر دانتي النهر في الكوميديا الإلهية، وأصبحت مياهه «حمراء ملطخة» (جحيم، كانتو إكس، الآية 86) في أعقاب معركة مونتابيرتي بين فلورنسا وسيينا. المحليات التي أخذت أسمائها تشمل COMUNE من مونتيروني دي أربيا وفراتسيوني ايزولا دي أربيا، وتافيرني دي أربيا (كلاهما في COMUNE سيينا) و أربيا (في Asciano) (COMUNE من في Asciano).